# Ixylasia kelleri
Ixylasia kelleri är en fjärilsart som beskrevs av Klages 1906. Ixylasia kelleri ingår i släktet Ixylasia och familjen björnspinnare. Inga underarter finns listade i Catalogue of Life.